# Trégastel
Trégastel [tʁeɡastɛl] (bretonisch Tregastell) ist eine französische Gemeinde mit 2532 Einwohnern (Stand 1. Januar 2022) im Département Côtes-d’Armor, in der Region Bretagne.

## Geografie

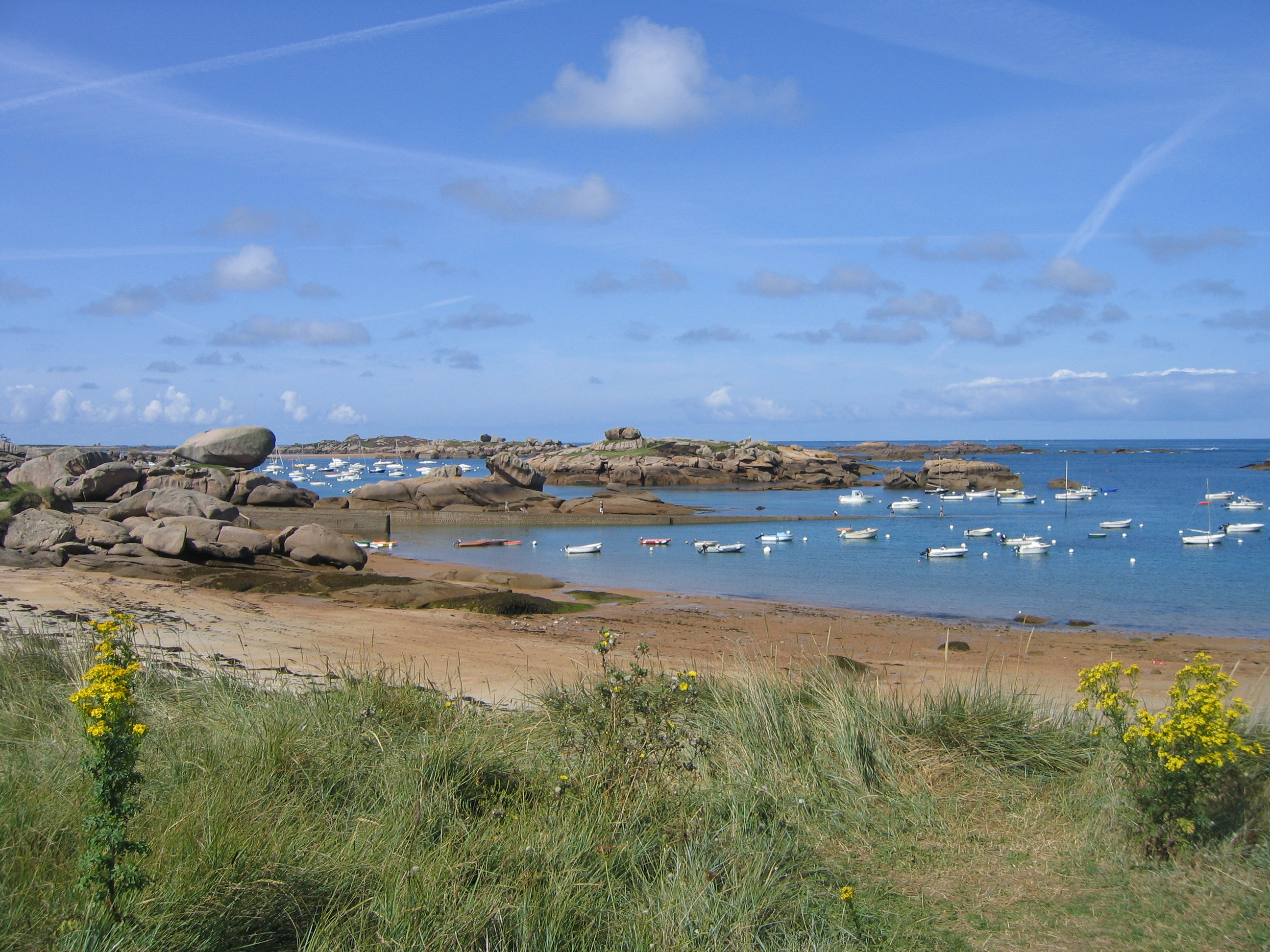
Côte de Granit Rose bei Trégastel

Trégastel liegt zwischen Perros-Guirec und Pleumeur-Bodou, an der bretonischen Nordküste, der sogenannten Côte de Granit Rose. Der Küstenstreifen, wo rosa Granitfelsen und feine Sandstrände einander abwechseln, hat eine Länge von 17 Kilometern.

## Geschichte
In der Umgebung gibt es mehrere Funde aus der Megalithkultur.
Der Name der Gemeinde leitet sich vermutlich aus den Bestandteilen „Trève“ und „Kastell“ ab. Unter einem „Trève“ verstand man den Annex einer Pfarrgemeinde, „Kastell“ nimmt Bezug auf eine von den Römern eingerichteten Festung, um die Küste zu schützen.
Trégastel war zunächst ein Teil der Pfarrgemeinde Pleumeur-Bodou und hat den Status einer selbstständigen Pfarrgemeinde erst im 12. oder 13. Jahrhundert erworben. Im Jahre 1375 gewährte Karl V. Bryant de Lannion die Erlaubnis, als Belohnung für seine Unterstützung im Bretonischen Erbfolgekrieg im Gebiet von Trégastel eine Gezeiten-Mühle zu erbauen. Diese wurde 1764 durch eine andere ersetzt, welche an der Grenze zu Ploumanac’h noch existiert.
Der Maler George Louis Poilleux Saint-Ange (1853–1911) malte 1896 das etwa alle 20 Jahre stattfindende Ereignis der feierlichen Exhumierung und Überführung der Gebeine aus den Gräbern der Pfarrkirche in ein Gemeinschaftsgrab (die sogenannte translation de l’ossuaire) im Gemälde Translation de l’ossuaire de Trégastel, das sich heute im Musée d’Art et d’Histoire in Saint-Brieuc befindet. Der Historiker Alain Croix hat die vormodern anmutende Zeremonie dem zugleich in Paris begonnenen Bau der Untergrundbahn Métropolitain gegenübergestellt, um aufzuzeigen, wie stark die Bretonen den von der römisch-katholischen Kirche durchdrungenen Vorstellungswelten des 18. Jahrhunderts verhaftet geblieben waren und damit auch den malerischen Reiz des Fremden – die étrangeté – der Bretagne auf die Zeitgenossen zu ergründen versucht.
Nach der Befreiung Frankreichs von der deutschen Besatzung im Zweiten Weltkrieg wurde auf Beschluss des lokalen Comité de libération vom 10. August 1944 zehn Frauen, die intime Beziehungen mit deutschen Soldaten oder Offizieren gehabt hatten, als Zeichen der Schande die Haare geschoren.

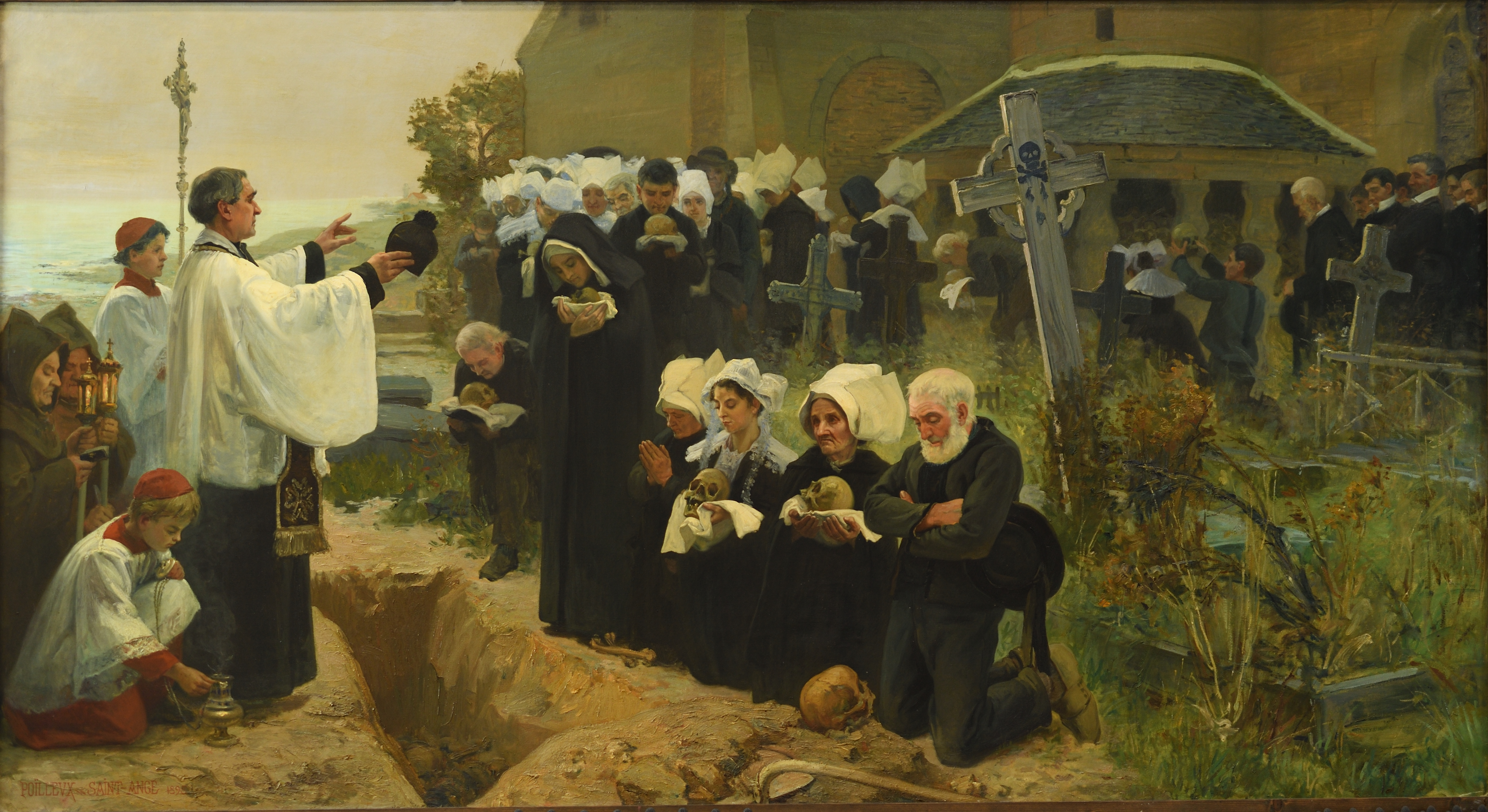
George Louis Poilleux Saint-Ange: Translation de l’ossuaire de Trégastel (dt. Überführung der Gebeine von Trégastel), 1896, Öl auf Leinwand, 124 × 230 cm, Musée d’Art et d’Histoire de Saint-Brieuc, Inventar-Nr. 127

## Kultur
Im Februar 2016 war Trégastel eine von 13 Gemeinden, die der Stufe 3 der Charta Ya d’ar brezhoneg zur Förderung der bretonischen Sprache angehörten.
| Bevölkerungsentwicklung | Bevölkerungsentwicklung | Bevölkerungsentwicklung | Bevölkerungsentwicklung | Bevölkerungsentwicklung | Bevölkerungsentwicklung | Bevölkerungsentwicklung | Bevölkerungsentwicklung | Bevölkerungsentwicklung | Bevölkerungsentwicklung | Bevölkerungsentwicklung | Bevölkerungsentwicklung | Bevölkerungsentwicklung |
| ----------------------- | ----------------------- | ----------------------- | ----------------------- | ----------------------- | ----------------------- | ----------------------- | ----------------------- | ----------------------- | ----------------------- | ----------------------- | ----------------------- | ----------------------- |
| Jahr                    | 1793                    | 1856                    | 1901                    | 1946                    | 1962                    | 1968                    | 1975                    | 1982                    | 1990                    | 1999                    | 2007                    | 2016                    |
| Einwohner               | 867                     | 1036                    | 1250                    | 1521                    | 1670                    | 1742                    | 2013                    | 2063                    | 2201                    | 2234                    | 2397                    | 2447                    |

## Sehenswürdigkeiten

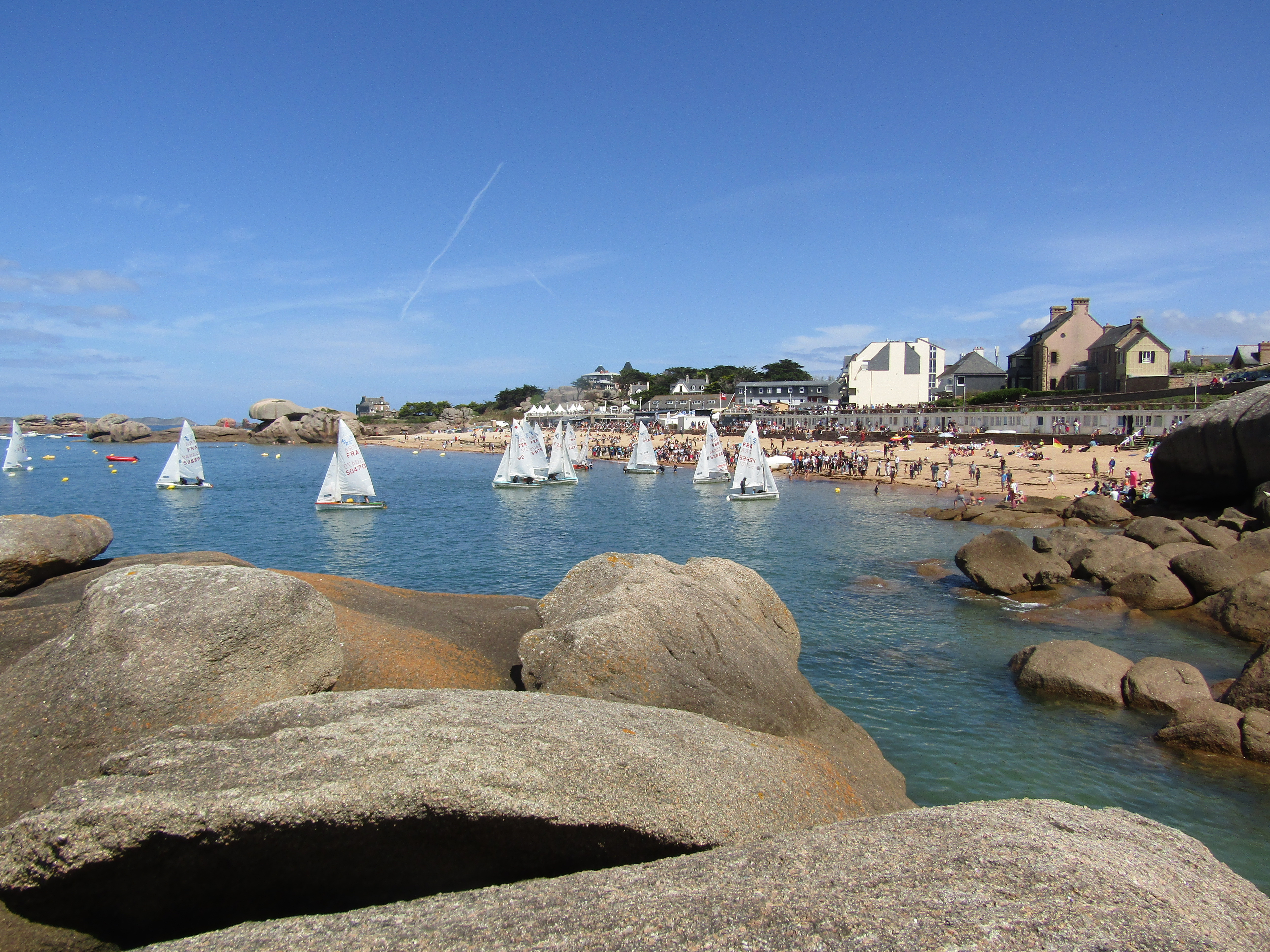
Plage de Coz Pors während der 24-Stunden-Segelregatta 2010

- Allée couverte und der Dolmen von Kerguntuil, zwei Kilometer nordöstlich von Tregastel. siehe auch: Allée couverte von Ty-Lia
- Meeres-Aquarium von Trégastel, unter einem Ensemble von rosa Granitblöcken errichtet
- Forum von Trégastel, ein Schwimm- und Freizeitkomplex mit Meerwasser, das auf 30° erwärmt wurde
- Schloss Costaérès, Zweitwohnsitz des Komikers Dieter Hallervorden, schräg gegenüber das ehemalige Wohnhaus von Gustave Eiffel
- Kapelle Ste-Anne-des-Rochers
- Pfarrkirche Ste-Anne-St-Laurent

Siehe auch: Liste der Monuments historiques in Trégastel

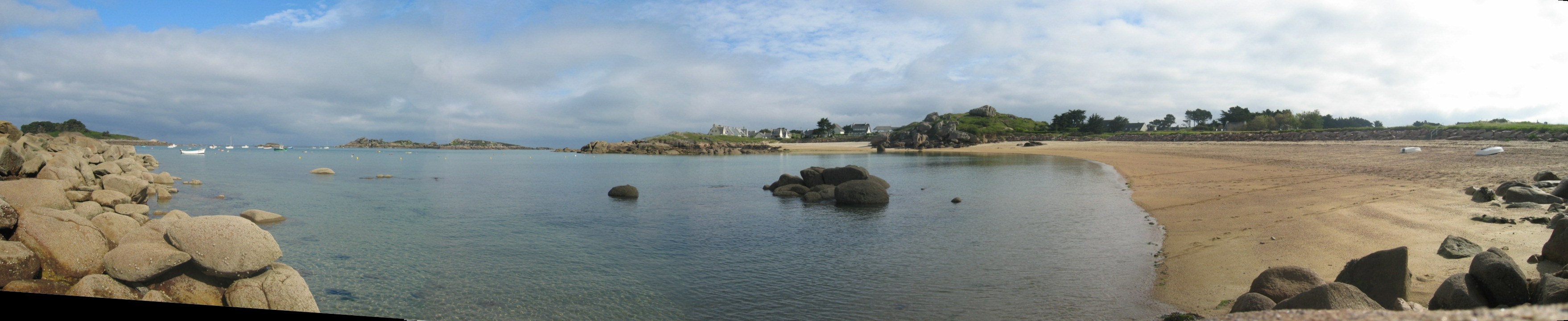
Plage de Toul-Bihan in Tregastel
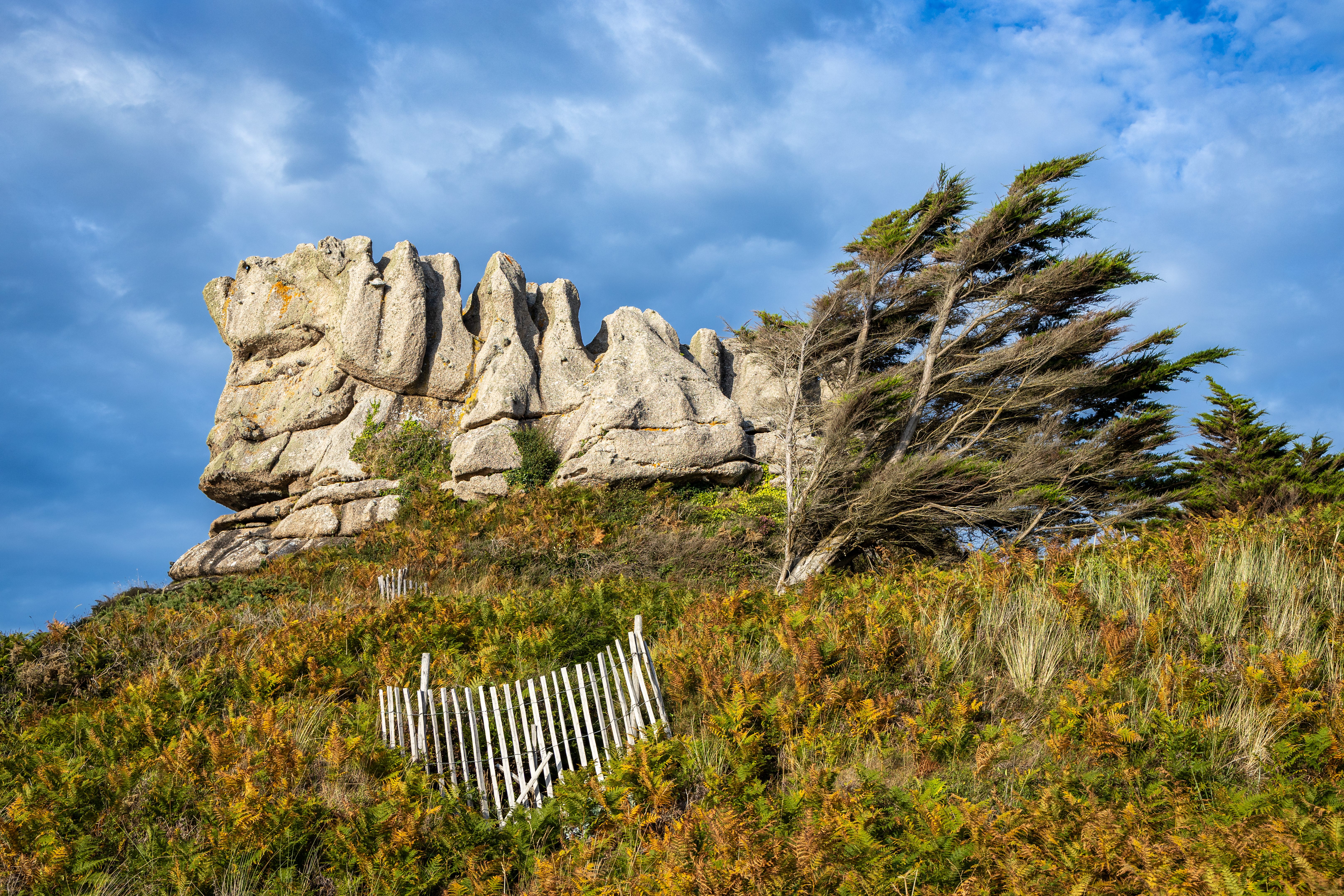
Krone des Königs Gradlon
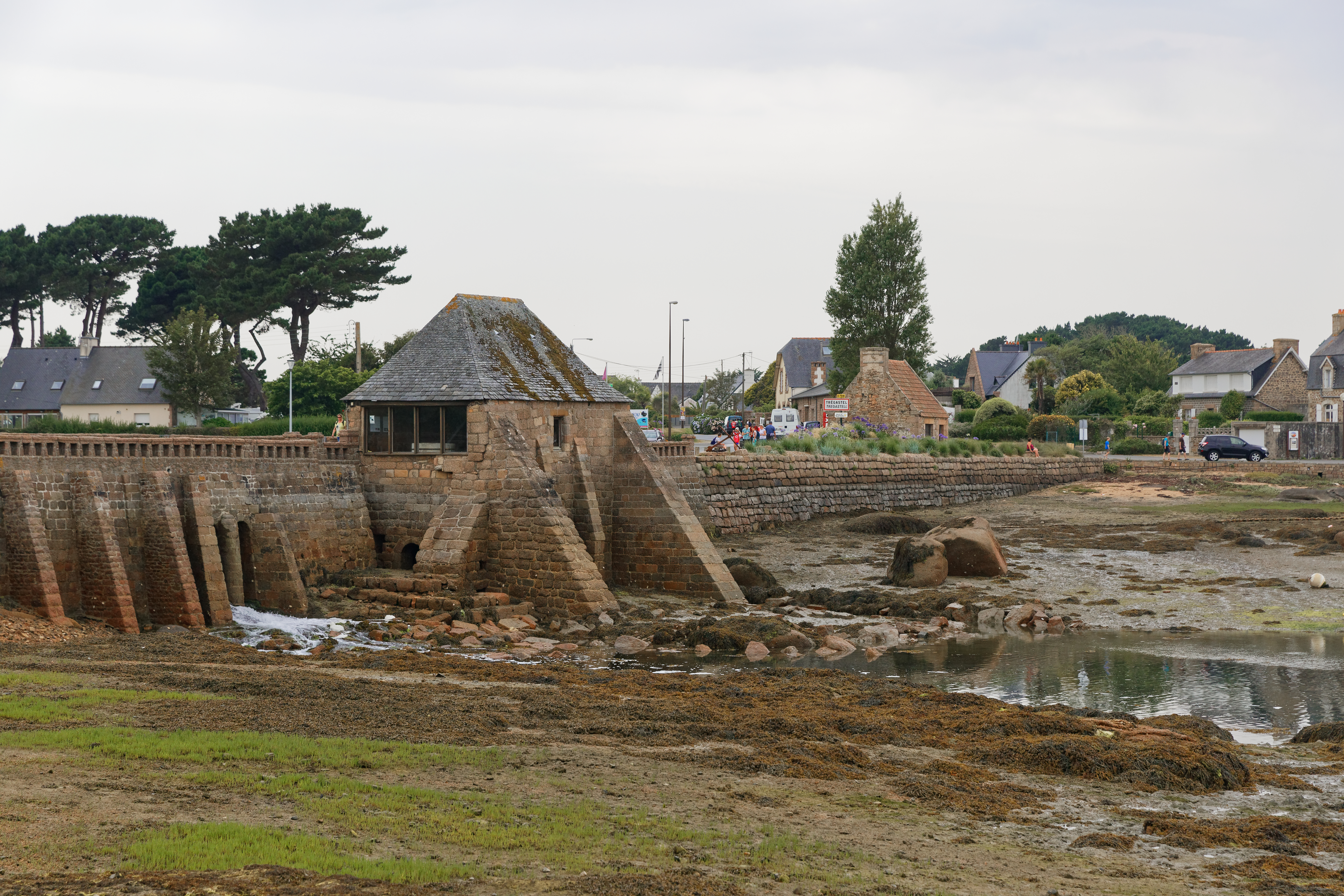
Gezeitenmühle
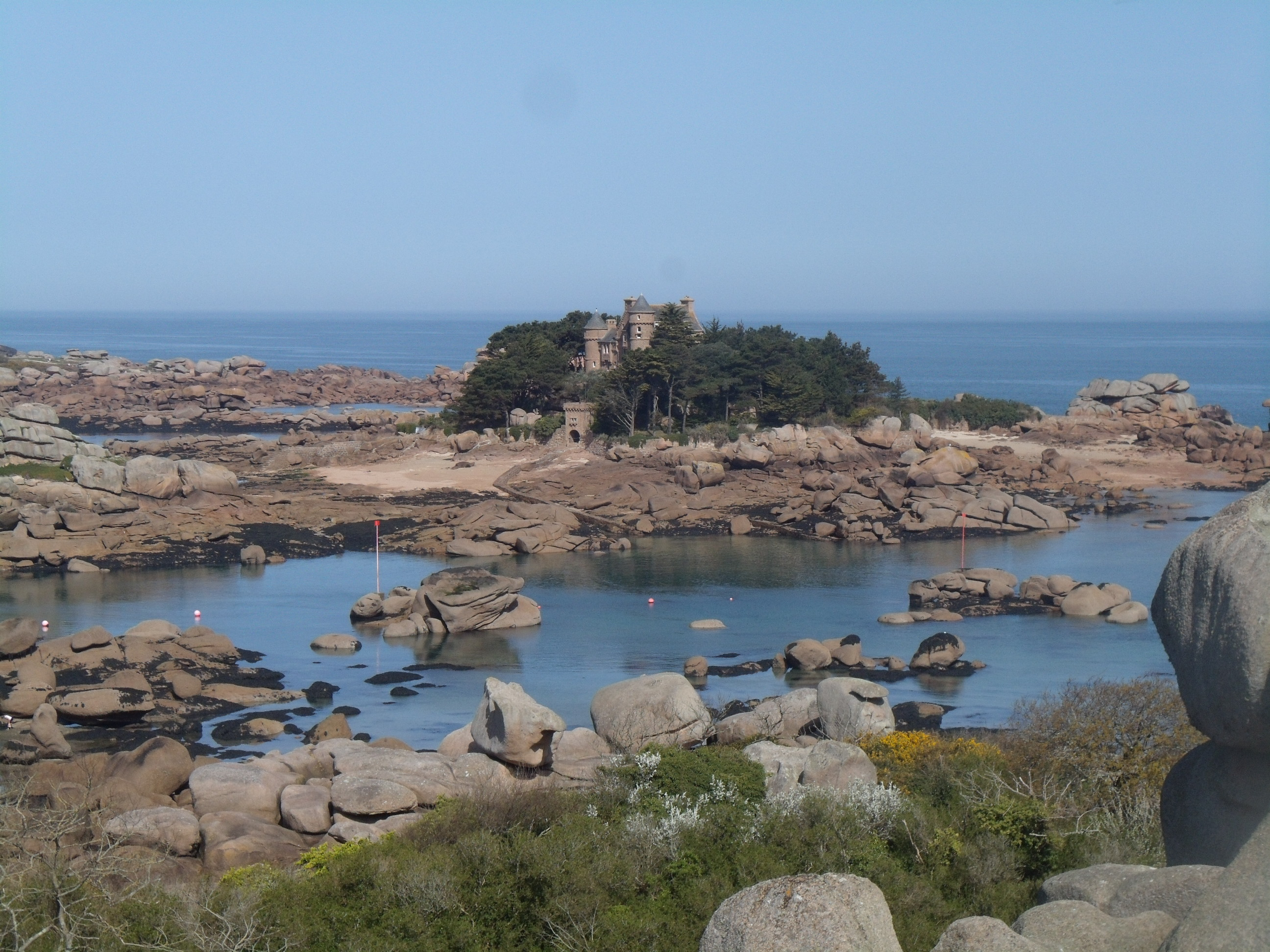
Schloss Costaérès

## Tourismus
Trégastel ist ein bekannter Ferienort, dessen Gästezahlen in der Sommersaison die fünffache Einwohneranzahl erreichen.
Im August jeden Jahres findet die 24-Stunden-Segelregatta von Tregastel zwischen den vorgelagerten Felsen statt.

## Städtepartnerschaften
- Koussané, Mali
- Foz, Provinz Galicien, Spanien